# Confidence (film, 1909)
Pour plus de détails, voir Fiche technique et Distribution.
Confidence est un film muet américain réalisé par D. W. Griffith, sorti en 1909.

## Synopsis
Devenue une respectable infirmière, une jeune femme voit apparaître un filou qu'elle a connu autrefois. Son mari lui fera confiance...

## Fiche technique
- Titre : Confidence
- Réalisation et scénario : D. W. Griffith
- Société de production et de distribution : American Mutoscope and Biograph Company[1]
- Photographie : G. W. Bitzer et Arthur Marvin
- Pays :  États-Unis
- Format[2] : Noir et blanc - Muet - 1,33:1[3] ou 1,37:1[4] - 35 mm[3],[4]
- Longueur de pellicule : 990 pieds (302 mètres[3])
- Durée : 11 minutes (à 16 images par seconde)[2]
- Genre : inconnu
- Date de sortie : 15 avril 1909

## Distribution
Les noms des personnages proviennent de l'Internet Movie Database.
- Florence Lawrence : Nellie Burton
- Charles Inslee : Jim  Colt
- Herbert Prior : un invité / un homme dans le bar
- John R. Cumpson : un homme dans le bar
- Linda Arvidson : une invitée
- Charles Avery : un invité
- Anita Hendrie : une femme à l'hôpital
- Arthur V. Johnson : le médecin
- David Miles : un Mexicain
- Owen Moore : un invité / un homme dans le bar / un homme à l'hôpital
- Anthony O'Sullivan : un invité / un homme dans le bar
- Mack Sennett : un majordome
- George Siegmann : un majordome
- Herbert Yost : un Mexicain

## Autour du film
Les scènes du film ont été tournées les 12, 13 et 20 mars 1909 dans le studio de la Biograph à New York.
Une copie du film existe.